# Maria Elementar
Maria Elementar är en stiftelseägd friskola i Stockholm. Skola ligger i kvarteret Nederland mindre i hörnet Kvarngatan 1 / Fredmansgatan 1–3 i stadsdelen Södermalm i Stockholm.

## Historik

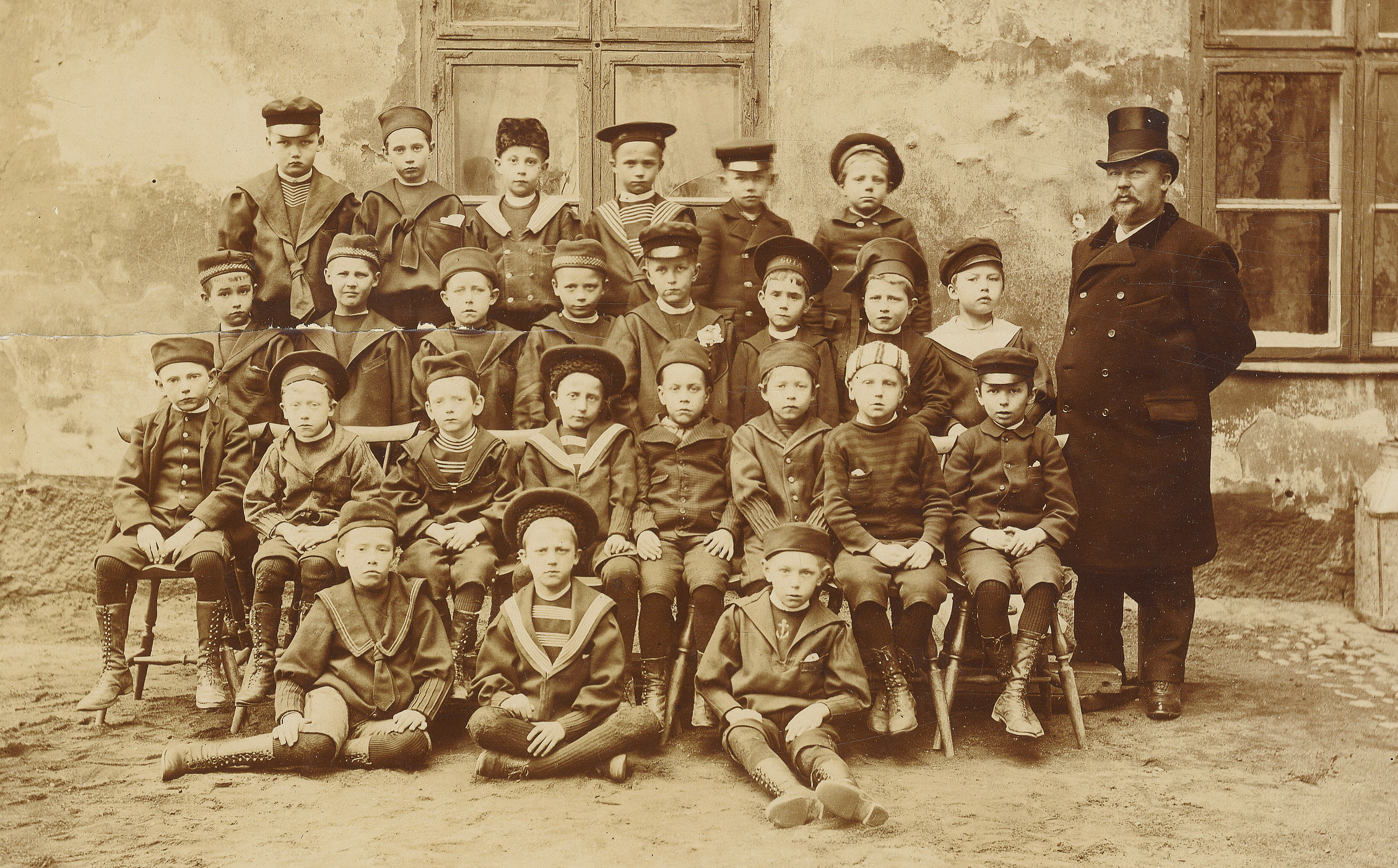
Ångmanska skolan för gossar 1890-tal. Till höger syns magistern Jean Bernhard Ångman.

Skolan grundades år 1885 av Jean Bernhard Ångman och hade sina lokaler i närbelägna van der Nootska palatset. Skolans namn var till en början Maria Förberedande elementarskola och sedan (efter sin grundare) Ångmans skola för gossar. 1967 förvärvade Stiftelsen Maria Elementarskola sitt nuvarande skolhus i hörnet Fredamansgatan / Kvarngatan genom att ta över aktiemajoriteten i Fastighetsaktiebolaget Moderna bostäder.
Det före detta finansborgarrådet i Stockholms kommun Kristina Axén Olin har tidigare varit biträdande rektor vid skolan. Stockholms Äldre- och ytterstadsborgarråd Joakim Larsson (politiker) är en tidigare elev.

## Verksamhet
Maria Elementar har omkring 300 elever från förskoleklass till årskurs 9. Sedan 2013 ägs skolan av Stiftelsen Maria Elementarskolan. 

## Kritik
Skolans verksamhet kritiserades av Statens skolinspektion som har talat om ”uppseendeväckande brister” i undervisning och attityder. Enligt Skolinspektionen är den otidsenliga kunskapssynen och det auktoritära förhållningssättet till eleverna det grundläggande problemet. Den 20 december 2012 fattade Statens skolinspektion beslut om föreläggande med vite för skolan på 400 000 kr. Sedan årsskiftet 2012/2013 har skolan genomfört ett omfattande förändringsarbete för att möta upp till Skolinspektionens rapport.